# Josef Herzog (Maler)
Josef Herzog (* 5. Juli 1939 in Zug; † 14. August 1998 ebenda) war ein Schweizer Maler und Zeichner.

## Leben
Josef Herzog wuchs in Zug auf und besuchte nach der Matura 1961 die Kunstgewerbeschule Luzern, wo er Schüler des surrealistischen Malers Max von Moos war. 1965 schliesst Herzog mit dem Zeichenlehrerdiplom ab. Von 1967 bis 1976 unterrichtet er als Zeichenlehrer an der Kantonsschule Aarau und ist ab 1970 Teil der Ateliergemeinschaft Ziegelrain in Aarau, neben Heiner Kielholz, Max Matter, Markus Müller, Christian Rothacher und Hugo Suter. 1976 zieht Herzog zurück nach Zug und unterrichtet bis 1986 als Zeichenlehrer an der Kantonsschule. 1973 erhält er das Kiefer-Hablitzel-Stipendium. In den 1980er-Jahren folgen mehrere Wandbildaufträge in Aarau und in Zug. 
Nach zahlreichen Einzel- und Gruppenausstellungen erfolgt Josef Herzogs erste umfassende Museumsausstellung 1989 zu seinem 50. Geburtstag im Aargauer Kunsthaus. Weitere wichtige Ausstellungen sind 1993 im Tal Museum Engelberg (zusammen mit Therese Herzog-Hodel); und später, nach seinem Tod, 2000/2001 im Kunsthaus Zug und 2022 im Kunstmuseum Luzern (zusammen mit Polly Apfelbaum).
Sein Bruder war der Zürcher Germanist und Mediävist Urs Herzog. Er starb im August 1998 im Alter von 59 Jahren in seiner Geburtsstadt Zug.

## Werk
Das Frühwerk von Josef Herzog ist noch von der gegenständlichen Darstellung geprägt. Seine Zeichnungen Ende der 1960er-Jahre zeigen klar umrissene, dornenbesetzte Objekte, menschliche Figuren, Zahlen und Symbole und rufen die Bilder seines Lehrers, des surrealistischen Malers Max von Moos, in Erinnerung.
Die letzte einfach zu bezeichnende Werkgruppe im Werk Josef Herzogs ist diejenige der Pyramiden zu Beginn der 1970er-Jahre. Auf kariertem Papier zeichnete der Künstler entlang der Häuschen-Struktur oder aus verdichteten Bildpunkten pyramidale Formen, die jedoch keiner Symbolik verhaftet sind. Ab 1975 widmete sich der Künstler vollständig seinen linearen Zeichnungen und Aquarellen, in denen die Linie das zentrale Gestaltungsmittel ist. Die Linie hat darin keine beschreibende Qualität mehr, sondern ist befreit von ihrer traditionellen Aufgabe als Flächenbegrenzung oder Konturlinie. Während die Aquarelle aus jener Zeit oft zu axialen Symmetrien angeordnet sind, bilden die Zeichnungen der späten 1970er- und 80er-Jahre wuchernde Netzstrukturen, die das Bildmedium zu überwinden und in den Raum hinauszuwachsen scheinen.
Beat Wismer und Matthias Haldemann sehen Herzogs Linienzeichnung als Fortsetzung einer surrealistischen «écriture automatique», die Ausdruck unbewusster, seelischer Zustände des Künstlers ist. Franz Müller hingegen betont, dass die «virtuose Beherrschung radikal reduzierter Bildmittel» und die «serielle Arbeitsweise» des Künstlers eher auf eine Verortung innerhalb des Radical Painting schliessen lassen.
Josef Herzogs Werke sind Teil der öffentlichen Sammlungen des Aargauer Kunsthauses, des Kunstmuseums Luzern und des Kunsthauses Zug.

## Ausstellungen
- 2022: Kunstmuseum Luzern, zusammen mit Polly Apfelbaum
- 1995: Galerie im Trudelhaus, Baden
- 1994: Kunsthaus Zug, Josef Herzog: Schwarzweiss auf A4, Zeichnungen 1965 bis 1998
- 1993: Talmuseum Engelberg, zusammen mit Therese Herzog-Hodel
- 1989: Aargauer Kunsthaus, Aarau
- 1977: Galerie Raeber, Luzern, Josef Herzog. Zeichnungen 1965–1977